# Idaea nigrolineta
Idaea nigrolineta là một loài bướm đêm trong họ Geometridae.